# Lili Fischer

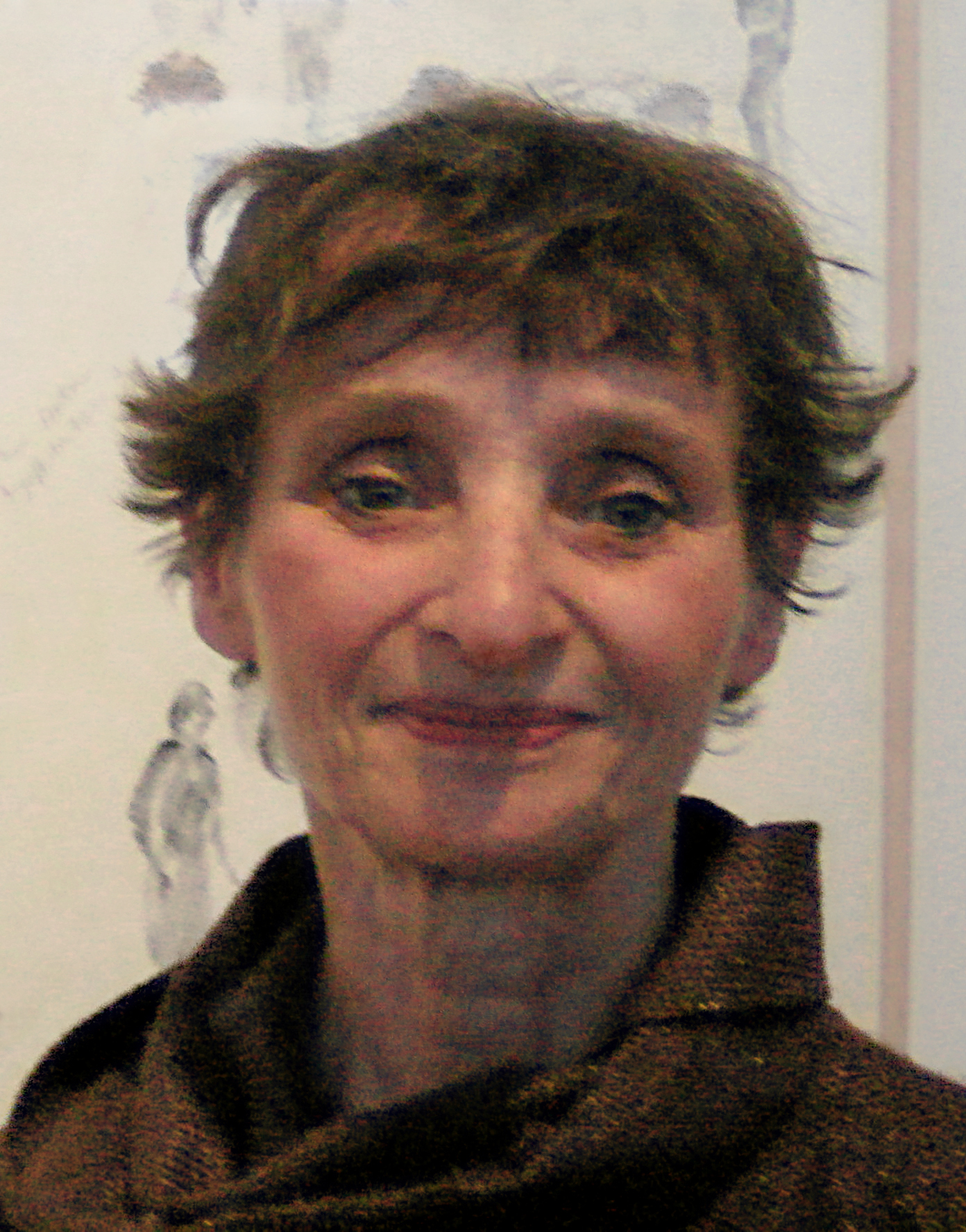
Lili Fischer (2015)

Lili Fischer (* 11. Juni 1947 auf dem Priwall in Lübeck-Travemünde) ist eine deutsche Künstlerin, Kunstpädagogin und emeritierte Professorin. Zu ihren künstlerischen Ausdrucksweisen zählen vor allem Zeichnung, Fotografie, Performance und Objektkunst. Sie übertrug in den 1970er Jahren das Konzept der Feldforschung in den Bereich der Kunst.

## Leben
Lili Fischer wurde als Tochter eines Diplomingenieurs geboren und wuchs in ihrem Geburtsort, dem Lübecker Ortsteil Travemünde, und in Hamburg auf. 1966 absolvierte sie ihr Abitur, anschließend studierte sie bis 1973 Kunst an der Hamburger Hochschule für bildende Künste (HfbK Hamburg) bei den Professoren Dietrich Helms, Gotthard Graubner und Franz Erhard Walther. 1973 legte sie ihr Examen als Kunsterzieherin ab. Es folgte ein Studium der Kunstgeschichte, Ethnologie und Pädagogik an der Universität Hamburg, wobei sie sich schwerpunktmäßig mit den Beseelungsritualen sogenannter primitiver Völker auseinandersetzte. 1978 promovierte sie an der Universität Hamburg im Studienfach Ethnologie mit einer Arbeit über Animation („Beseelung“). Im gleichen Jahr übernahm sie den Begriff der „Feldforschung“ erstmals in den Bereich der Kunst.
Seit 1980 lehrt sie an verschiedenen Universitäten und Akademien. 1984 nahm sie an der Gruppenausstellung Von hier aus – Zwei Monate neue deutsche Kunst in Düsseldorf, 1987 an der documenta 8 in Kassel und 1992 im Kunstverein Ingolstadt teil.
Fischer war von 1994 bis 2013 Professorin für Performance/Feldforschung an der Kunstakademie in Münster. Sie wohnt und arbeitet in Hamburg.

## Stipendien und Auszeichnungen
- 1978: Karl-Schmidt-Rottluff-Stipendium
- 1989: Deutscher Kritikerpreis für den Bereich Bildende Kunst
- 2018: MO Kunstpreis